# طالون
تالون،روستایی از توابع بخش کن شهرستان تهران واقع در استان تهران ایران است.

## جمعیت
این روستا در دهستان سولقان قرار دارد و براساس سرشماری مرکز آمار ایران در سال ۱۳۸۵، جمعیت آن ۱۹۶ نفر (۵۶خانوار) بوده‌است.